# Thinlä Gjamccho
Thinlä Gjamccho (26. ledna 1857 – 25. dubna 1875) byl 12. tibetským dalajlamou.
Roku 1860 byl rozpoznán jako inkarnace předchozího dalajlamy a 14. srpna téhož roku byl uveden do funkce. V osmnácti letech umřel na záhadnou chorobu – je možné, že jeho smrt měla spojitost s tehdejší politickou situací.